# Dusona deceptor
Dusona deceptor là một loài tò vò trong họ Ichneumonidae.